# Oceana (schip, 2000)
De Oceana is een cruiseschip van P&O Cruises. Het schip werd gebouwd door Fincantieri op hun werf in Monfalcone, Italië. Met zijn 77.500 ton is de MS Oceana het op drie na grootste van de zeven schepen die momenteel in dienst zijn bij P&O Cruises. Het schip maakte zijn intrede bij het bedrijf in november 2002.

## Geschiedenis

### Ocean Princess
Oceana werd oorspronkelijk besteld door P&O om te dienen als Ocean Princess in de Princess Cruises-vloot. De naam werd toegekend door Ali MacGraw en Ryan O'Neal en het schip kwam in dienst als Ocean Princess op 16 februari 2000. Tijdens het winterseizoen werd de Ocean Princess gepositioneerd in het zuidelijk Caribisch gebied, terwijl ze in de zomer vaart in wateren van Alaska. Kort na zijn lancering kwam het schip in het bezit van P&O Princess Cruises.

### MS Oceana
In november 2002 kwam de Ocean Princess in dienst bij P&O Cruises, opererend vanuit Fort Lauderdale in Florida. De officiële doopplechtigheid vond plaats in het Engelse Southampton op 21 mei 2003. De doopplechtigheid werd de eerste dubbele naamgeving van een cruiseschip in de geschiedenis.
In 2003 werd P&O Princess Cruises gefuseerd met Carnival Corporation. Als gevolg hiervan kwam de MS Oceana in het bezit van Carnaval Cruises, maar bleef werken met de P&O Cruises-vloot.